# Cardiaspina albicollaris
Cardiaspina albicollaris är en insektsart som beskrevs av Taylor 1962. Cardiaspina albicollaris ingår i släktet Cardiaspina och familjen rundbladloppor. Inga underarter finns listade i Catalogue of Life.